# 氷見市立西の杜学園
氷見市立西の杜学園（ひみしりつ にしのもりがくえん）は、富山県氷見市にある9年制施設一体型市立義務教育学校。開校時の児童・生徒数は144名。

## 概要
氷見市内唯一の小中一貫教育特認校である。

## 沿革
- 2020年（令和2年）
  - 4月1日 - 開校。旧氷見市立西部中学校(富山県氷見市小窪1379番地)校舎を改修して使用する予定だったが工事の入札が遅れて開校に間に合わず旧氷見市立速川小学校(富山県氷見市小久米93番地)校舎を当面使用することとなった。
  - 4月6日 - 最初の始業式と新7年生（中学1年生相当）の進級式挙行。但し、新型コロナウイルス感染拡大の影響で、新7年生進級式は保護者のみの参加となった他、同日開催予定だった開校式は延期された。
  - 4月7日 - 入学式挙行。但し、新型コロナウイルス感染拡大の影響で、来賓の臨席を中止するなど、規模を縮小した。
  - 8月20日 - 新校舎竣工式。
  - 8月21日 - 新校舎での授業開始。
- 2021年（令和3年）
  - 3月18日 - 第1回卒業証書授与式挙行。最初の卒業生は、9年生（中学3年生相当）31名。
  - 3月24日 - 最初のおわりの日（修了式）挙行。

## 通学区域
- 谷屋、新保、論田、熊無、小窪、田江、早借、小久米、日詰、日名田、三尾、床鍋、葛葉、 久目、触坂、桑院、棚懸、岩瀬、老谷、見内、赤毛、坪池 [2]
- ただし、特認校制度により、氷見市内全域から通学可能である。

## アクセス
- 学校周辺には路線バスなど、公共交通機関は通っていない[3]為、車でのアクセスとなる。